# Madrugada Esporte Clube
O Madrugada Esporte Clube  foi uma agremiação esportiva da cidade de São Carlos, no Estado de São Paulo. 
Fundada a 17 de janeiro de 1974, suas cores eram o preto e o branco.

## História
Em 1973, o futebol de São Carlos estava restrito ao amadorismo. Havia apenas uma equipe, o Estrela da Bela Vista, que retornaria ao futebol profissional naquele ano para disputar o Campeonato Paulista de Futebol, uma vez que já havia participado, em 1957, mas não caia no gosto dos torcedores da cidade pelo simples fato de ela representar apenas um bairro. 
Antes desse período difícil, São Carlos teve alguns representantes, mas não conseguiam prosseguir na jornada do profissionalismo. Representaram a cidade as equipes do Expresso São Carlos Esporte Clube (com uma única apresentação, em 1957, juntamente com o Estrela da Bela Vista); o São Carlos Clube (entre 1965 e 1969) e o Clube Atlético Bandeirantes, que mais tempo permaneceu (entre 1956 e 1964). 
Segundo o historiador do futebol Júlio Bovi Diogo, o objetivo dos torcedores era fundar uma alternativa ao Estrela da Bela Vista. Assim, a cidade se organizou em torno de uma equipe que representasse melhor sua torcida, ávida em se destacar no cenário futebolístico paulista. Então, em janeiro de 1974, foi criado o time do Madrugada Esporte Clube. Houve muitas resistências ao nome, assim com a sua alcunha, "MEC", que parecia outra coisa, como a sigla do Ministério da Educação e Cultura.
Passada essa fase crítica do início, o clube consegue inscrever-se na Federação Paulista de Futebol e disputa o Campeonato Paulista de Futebol da Segunda Divisão (atual A-3), em 1975, mas acabou ficando em último lugar em seu grupo, sendo desclassificado logo na primeira fase do certame, certame esse; que não foi decidido.
Por não ter cumprido os objetivos de seus fundadores e vendo que a agremiação não caia definitivamente no gosto da população, seus dirigentes reuniram-se e decidiram refundá-lo em 19 de março de 1976 com o nome de Sãocarlense.

## Campanha no Campeonato Paulista de Futebol - Série A3 -1975
- 31.05.1975 - Madrugada 2–1 Cafelandense
- 08.06.1975 - Madrugada 1–2 Guairense
- 15.06.1975 - Madrugada 0–1 Monte Alto
- 22.06.1975 - Madrugada 1–2 Mirassol
- 06.07.1975 - Madrugada 1–1 Juventus de Guariba
- 13.07.1975 - Madrugada 1–3 Taquaritinga
- 20.07.1975 - Madrugada 2–1 Nevense
- 27.07.1975 - Madrugada 0–1 Monte Azul
- 24.08.1975 - Madrugada 0–3 Cafelandense
- 17.08.1975 - Madrugada 0–0 Guairense
- 10.08.1975 - Madrugada 0–2 Monte Alto
- 03.08.1975 - Madrugada 0–3 Mirassol
- 07.09.1975 - Madrugada 1–3 Juventus de Guariba
- 14.09.1975 - Madrugada 0–2 Taquaritinga
- 21.09.1975 - Madrugada 1–2 Nevense
- 28.09.1975 - Madrugada 1–4 Monte Azul

## Desempenho em competições
Campeonatos amadores
Liga Sãocarlense de Futebol - Vice-campeão Amador de São Carlos - 1974
Campeonatos profissionais
| Ano   | Competição                | Desempenho    | Colocação | J  | V | E | D  | GP | GC | SG  | AP  |
| 1975  | Paulista Terceira Divisão | Primeira fase |           | 16 | 2 | 2 | 12 | 9  | 31 | -22 | 16% |
| Total |                           |               |           | 16 | 2 | 2 | 12 | 9  | 31 | -22 | 16% |

## Amistosos do clube
- 17 de setembro de 1974 - Madrugada 2–2 Milionários (jogo realizado no Estádio Luisão) - (Jornal O Diário nº 1248 de 18 de setembro de 1974)
- 4 de novembro de 1974 - Madrugada 1–3 Ferroviária
- 29 de dezembro de 1974 - Madrugada 2–2 Milionários (jogo realizado no Estádio Paulista)
- 1 de fevereiro de 1975 - Madrugada ?–? Milionários (jogo realizado no Estádio Paulista) - (Jornal A Folha nº 3939 de 2 de fevereiro de 1975)
- 18 de maio de 1975 - Santa Ritense 3–1 Madrugada (jogo realizado em Santa Rita do Passa Quatro)
- 25 de fevereiro de 1976 - Madrugada 0–2 Corinthians (último jogo do clube, realizado no Estádio Luís Augusto de Oliveira)[3][4]